# Phường 9, Quận 10
Phường 9 là một phường thuộc Quận 10, Thành phố Hồ Chí Minh, Việt Nam.
Phường 9 có diện tích 0,20 km², dân số năm 2021 là 17.132 người,  mật độ dân số đạt 85.660 người/km².